# Хјустон Ејкерс (Кентаки)
Хјустон Ејкерс (енгл. Houston Acres) град је у америчкој савезној држави Кентаки.

## Демографија
По попису из 2010. године број становника је 507, што је 16 (3,3%) становника више него 2000. године.
| Група             | 2000.       | 2010.       |
| Белци             | 485 (98,8%) | 471 (92,9%) |
| Афроамериканци    | 2 (0,4%)    | 15 (3,0%)   |
| Азијати           | 3 (0,6%)    | 10 (2,0%)   |
| Хиспаноамериканци | 1 (0,2%)    | 4 (0,8%)    |
| Укупно            | 491         | 507         |